# Sumus in Ibiza/Plastic Nights
Sumus in Ibiza/Plastic Nights è il quarto singolo del gruppo musicale italiano Le Sorelle Bandiera, pubblicato nel 1984.

## Descrizione
Il disco contiene due brani italo disco scritti da Paolo Rustichelli, Sumus in Ibiza e Plastic Nights. Il disco è statto prodotto da Paolo Rustichelli e Tony Massarutto.
In questo disco, a differenza degli altri pubblicati in precedenza alla fine degli anni settanta, Le Sorelle Bandiera cantano con le loro vere voci, in falsetto. Le Baba Yaga, che prestavano la voce alle produzioni discografiche del trio, si erano infatti sciolte già nel 1980.
Il singolo è stato pubblicato nel 1984 dalla casa discografica Venus in una sola edizione in formato 7" a 45 giri con numero di catalogo VNS 44004, distribuito dalla CGD Messaggerie Musicali.

## Tracce
1. Sumus in Ibiza – 3:45 (Paolo Rustichelli)
2. Plastic Nights – 4:15 (Paolo Rustichelli)

Durata totale: 8:00

## Formazione
- Tito LeDuc
- Neil Hansen
- Mauro Bronchi

## Crediti
- Paolo Rustichelli - arrangiamenti, produzione,
- Tony Massarutto - produzione